# El sur de una pasión
El sur de una pasión es una película documental de Argentina filmada en colores dirigida por Cristina Fasulino sobre su propio guion que se estrenó el 10 de noviembre de 2005 y se exhibió en diversos festivales.

## Sinopsis
Una muchacha deja de trabajar para niñera y se prostituye para conseguir el dinero que salve a su padre, con el que tiene una relación incestuosa, de ir a la cárcel.
La película se divide en cuatro capítulos: «Comienza el final», «Acerca del quebranto», «Un ansia fiera en la manera de vivir», y «Tomar conciencia de la soledad».

## Reparto
Participaron del filme los siguientes intérpretes:
- Analía Couceyro...Susan
- Ingrid Pelicori...Señora
- Pablo Carnaghi...Gordo
- Luis Sabatini...Guardaespalda
- Gabo Correa...Señor
- Rubén Szuchmacher...Dueño del club
- Gabriel Molinelli...Padre
- Isis Krüger...Lili
- Horacio Nittalo... Cicatriz
- Ayelén Delesio... Susan niña
- Fernando Cerviño...Barman

## Comentarios
Paraná Sendrós en Ámbito Financiero opinó:

”Este film, medio pariente de los del mexicano Arturo Ripstein, altera ciertas cosas de los viejos folletines... Reconsidera, además, un clisé del tango: por sobre la inicial figura de baile, la mujer sostiene al hombre….En este caso se trata de padre e hija, dos «artistas» de un piringundín de mala muerte. Ella lo mantiene desde chica. El es bueno sólo para hacer el verso del macho triste y abandonado…la mujer lo abandonó hace años por un miembro de policía. …la hija… anda todo el tiempo malhumorada. Y anda, y anda, hay que ver cómo anda, en planos largos que poco aportan (pero si se quitaran esto sería un mediometraje). Los demás personajes también andan siempre malhumorados, salvo una extranjera madurita, eso que la maltratan, y la madre, que cuando jovencita salía de conquista tres veces por semana….Y cada tanto hay algo de tango, pero muy poquito.”

## Exhibición en festivales
El filme se exhibió en diversos festivales de cine:
- Festival des Trois Continents- Nantes (Francia) (2000)
- Festival Internacional de Cine de Rotterdam (enero 2001)
- Festival Internacional de Cine de Hong Kong (China) (abril 2001)
- Quincena del Cine Argentino en el Instituto Cervantes de París (mayo 2001)
- Festival Hispano-francés de Cine de Miami Beach (Estados Unidos) (julio 2001)
- Festival de Cine Portobello (Londres) (julio de 2001)
- Festival de Rio 2001 (Brasil) (septiembre de 2001)
- Festival Latinoamericano de Cine (Londres) (septiembre de 2001)
- Festival Internacional de Cine de Salónica (Grecia) (noviembre de 2001)
- Festival Iberoamericano de Huelva (España) (noviembre de 2001)
- Festival Internacional de Cine de Bratislava (Eslovaquia) (diciembre de 2001)
- Festival Internacional de Cine de Mujeres de Créteil (Francia) (marzo de 2002)